# Zumsteinspitze
Die Zumsteinspitze ist ein 4563 m ü. M. hoher Grenzgipfel der Schweiz und Italiens. Sie ist Teil des Monte Rosa in den Walliser Alpen und liegt zwischen der Dufourspitze und der Signalkuppe, je getrennt durch den Grenzsattel (4451 m) bzw. Colle Gnifetti (4456 m).

## Routen zum Gipfel
Ausgangspunkt für eine Gipfeltour sind auf der italienischen Seite die Berghütten Capanna Gnifetti (3647 m) und Rifugio Mantova (3498 m), oder auch die auf der Signalkuppe liegende Capanna Regina Margherita (4554 m). Erreichbar sind diese vom Talort Alagna auf 1190 m aus.
Von Schweizer Seite aus wird der Gipfel von Zermatt über die Monte-Rosa-Hütte (2883 m) bestiegen.
Alle Routen sind klassische Hochtouren und erfordern entsprechende Ausrüstung und Erfahrung.

## Erstbesteigung
Die erste nachgewiesene Besteigung gelang am 1. August 1820 Joseph und Johann Niklaus Vincent, Joseph Zumstein, Molinatti und Castel, zusammen mit Trägern.